# お金をちょうだい
「お金をちょうだい」（おかねをちょうだい）は、1971年11月25日に発売された美川憲一の21枚目のシングル。

## 解説
- タイトルと歌詞が話題となった美川の代表曲。発売当時NHKから歌唱禁止とされるも、2017年にNHKの歌番組うたコンなどで歌唱している。自身のコンサートやその他歌番組で度々歌唱している。また、カバーも多くされている。

- 作詞者の星野がキャバレーでホステスにあれこれ話を聞かされている時に着想し作品としたが[1]、当初は持ち歌となる歌手が見つからず、菅原洋一や美空ひばりなどが候補であった。すると美川は作曲した中川博之の自宅へ行き直談判し、美川の曲となった。

- 美川曰く、この曲の発表当初ある女性からは「こんな卑しい女の歌、ダメよ！」と反対されたが、それに対し美川は「冷たくなった男に未練を持ちながらも、潔く身を引くからお金をちょうだい。そういう覚悟のある歌だと思います」と返答し、相手から「大人なのね」と感心されたという。

### 収録曲
- 両楽曲共に、作詞：星野哲郎、作曲：中川博之、編曲：小杉仁三

1. お金をちょうだい (3分42秒)
2. 愛の行く先 (3分00秒)

### カバー
- 川上大輔（2013年、アルバム「ベサメムーチョ〜美しき恋唄〜」収録）
- 純烈（2017年、シングル「愛でしばりたい【タイプC】」収録）
- 一条貫太（2023年、アルバム「昭和歌謡探訪〜オリジナル歌手の音源で歌う懐かしのメロディ〜」収録）

## プラチナバージョン
「お金をちょうだい〜プラチナバージョン〜」（おかねをちょうだい〜プラチナバージョン〜）は、2010年6月2日に発売された美川憲一のシングル。
カップリング曲は、1973年4月20日に発売された「軽蔑」を新録音した「軽蔑2010」。

### 収録曲
- 両楽曲共に、編曲：矢田部正

1. お金をちょうだい〜プラチナバージョン〜 (4分23秒)
作詞：星野哲郎、作曲：中川博之
2. 軽蔑2010 (3分20秒)
作詞：吉田旺、作曲：彩木雅夫
3. お金をちょうだい〜プラチナバージョン〜（オリジナル・カラオケ）
4. 軽蔑2010（オリジナル・カラオケ）